# Liophryne
Liophryne és un gènere de granotes de la família Microhylidae que és endèmic de l'illa de Nova Guinea.

## Taxonomia
- Liophryne allisoni (Zweifel, 2000).
- Liophryne dentata (Tyler & Menzies, 1971).
- Liophryne rhododactyla (Boulenger, 1897).
- Liophryne rubra (Zweifel, 2000).
- Liophryne schlaginhaufeni (Wandolleck, 1911).
- Liophryne similis (Zweifel, 2000).